# Chiffres arabes orientaux
Cet article concerne les chiffres utilisés dans la partie orientale du monde arabe. Pour les chiffres utilisés au Maghreb et en Europe, voir chiffres arabes.

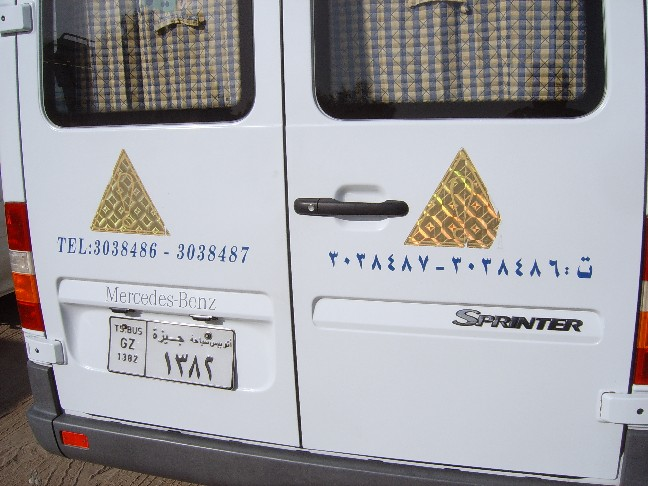
Présentation d'un numéro de téléphone avec la numération pratiquée en Europe et celle pratiquée en Égypte (variantes occidentale et orientale des chiffres arabes). À noter que si l'arabe se lit de droite à gauche, les numéros sont lus de gauche à droite (comme en français).

Les chiffres arabes orientaux sont une variante graphique du système de numération indo-arabe, utilisée au Machrek, c'est-à-dire la partie orientale du monde arabe. Le principe est donc une écriture positionnelle de base dix, comme pour nos chiffres arabes (appelés aussi chiffres arabes occidentaux pour éviter la confusion). L'apparence des chiffres est cependant différente.
En tant que variante du système de numération indo-arabe, ces chiffres tirent leur origine des chiffres utilisés en Inde. C'est pourquoi, en arabe, on les appelle aussi chiffres indiens (hindi). Ils ont été introduits au monde arabe au IXe siècle.

## Apparence

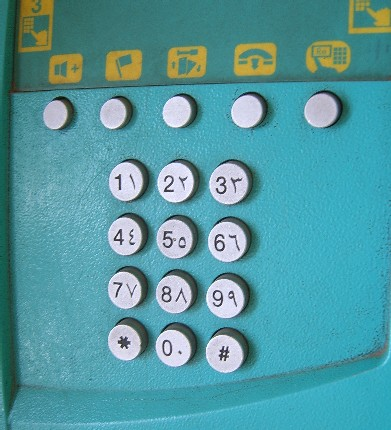
Clavier téléphonique en Égypte : chaque touche est indiquée à la fois en chiffres arabes « occidentaux » et « orientaux ».

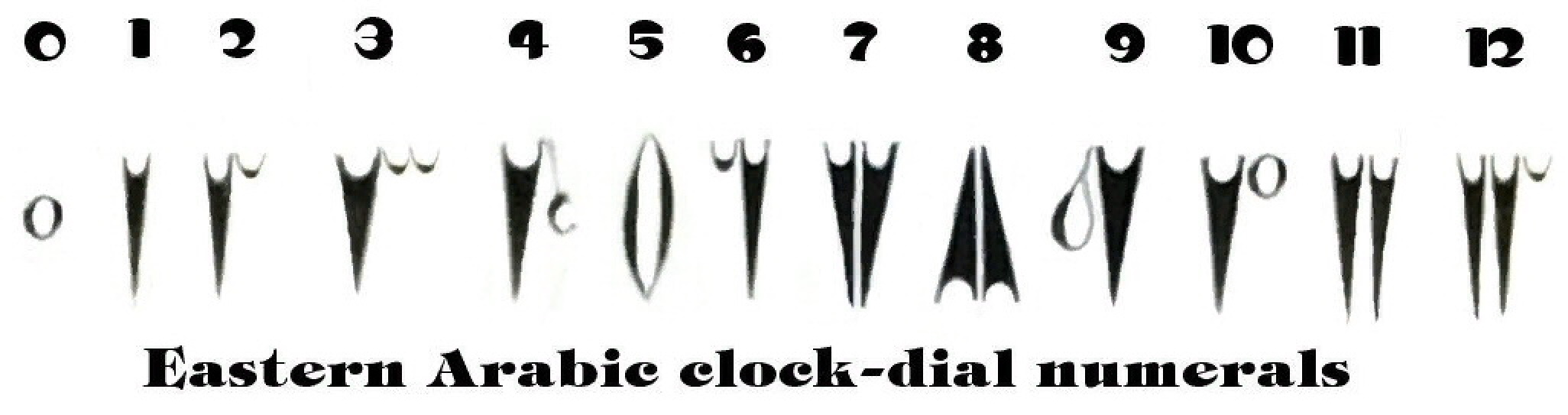
Les chiffres stylisés (alphabet oriental) tels que généralement utilisés sur les cadrans d'horloges, notamment perses

Voici l'apparence actuelle des chiffres arabes orientaux, en comparaison aux chiffres devanagari et arabes occidentaux. Une variante (ci-après appelée « chiffres persans ») est toujours utilisée dans les zones ourdouphones et persophones (persan, pachto…).
| Valeur (chiffres arabes occidentaux) | 0 | 1 | 2 | 3 | 4 | 5 | 6 | 7 | 8 | 9 |
| ------------------------------------ | - | - | - | - | - | - | - | - | - | - |
| Chiffres devanagari                  | ० | १ | २ | ३ | ४ | ५ | ६ | ७ | ८ | ९ |
| Chiffres persans                     | ۰ | ۱ | ۲ | ۳ | ۴ | ۵ | ۶ | ۷ | ۸ | ۹ |
| Chiffres arabes orientaux            | ٠ | ١ | ٢ | ٣ | ٤ | ٥ | ٦ | ٧ | ٨ | ٩ |

## Mode opératoire
C'est le même que pour les chiffres arabes en variantes occidentale (0, 1, 2, 3, 4, 5, 6, 7, 8, 9). Il est à remarquer qu'en arabe, comme pour les langues européennes, les chiffres représentant la plus grande valeur dans un nombre se trouvent à gauche, et la plus petite à droite, ce bien que l'arabe soit lu de droite à gauche. Le nombre est en fait lu, en arabe, en commençant par la plus petite valeur (sauf pour certains nombres comme les numéros de téléphone qui se lisent chiffre par chiffre de gauche à droite dans l’ordre de composition, mais s’écrivent dans le sens opposé en commençant par le dernier chiffre à composer...), à l'instar de ce qui se passe partiellement en certaines langues germaniques et celtiques (en néerlandais par exemple, 21 se dit éénentwintig, et on dit couramment en breton unan warn-ugent : ce qui revient à dire un et vingt). Cf aussi les problématiques de boutisme en informatique.

## Origines
C'est d'Inde, plus précisément de l'écriture brahmi, que sont venus de nouveaux signes permettant, grâce au zéro positionnel, une plus grande souplesse d'emploi. Des astronomes musulmans, en apprenant cette science des Indiens au VIIIe siècle, ont vraisemblablement importé dans un même mouvement leurs chiffres. Le premier texte arabe connu expliquant ces chiffres et les méthodes de calcul indiennes est celui d'Al-Khwarizmi, au IXe siècle.
Il ne faudrait cependant pas croire qu'ils se sont imposés face aux lettres numérales : celles-ci ont continué d'être utilisées longtemps, d'autant qu'elles sont souvent utilisées à des fins mystiques, à l'exemple de ce qui est fait avec la Kabbale.
Rapidement adoptés, ces signes ont subi de nombreuses modifications avant de prendre l'apparence actuelle. Plusieurs des modifications par rapport aux graphies indiennes s'expliquent par un changement d'orientation, plus précisément une rotation de 90° vers la droite. Selon Georges Ifrah, ceci est dû au fait qu'on écrivait d'abord de haut en bas, mais tournait le manuscrit pour le lire de gauche à droite.